# Omar Kingsley
Pour les articles homonymes, voir Kingsley.
Omar ou Olmer ou Olmar Kingsley (1840-1879) est un voltigeur équestre américain qui usurpa son sexe pendant des années sous le nom de scène « Miss Ella ».

## Biographie
Dès son jeune âge, Omar Kingsley est adopté par Spencer Q. Stokes un dirigeant de cirque ambulant à Philadelphie. Son origine est incertaine selon laquelle, il serait un enfant gitan et le seul survivant après un naufrage au large du Mexique, une fille indienne et avait acquis ses compétences d'équitation des Apaches. Une autre version est également avancée comme étant la fille illégitime d'un riche Turc au Mexique, où il était censé avoir été vendu comme esclave.
Spencer Q. Stokes le forme à l'art équestre sous le nom de scène Ella Zoyora ou Zoyara, et plus couramment  comme « Miss Ella ». Il effectue notamment des voltiges équestres avec des cerceaux. Son sexe véritable est gardé secret avantagé par son physique élancé et des cheveux noirs bouclés. En Europe, il fit sa première apparition à Berlin en 1854 puis à Moscou. De retour aux États-Unis, il est annoncé comme « la plus grande cavalière d'Europe ».
Au début des années 1860, les premiers doutes se sont posés dans la presse sur le fait que Ella Zoyara était une femme. En 1861, Omar Kingsley part avec l'artiste de cirque Sallie Stickney avec qui il nouera une relation amoureuse, souhaitant chacun d'eux s'émanciper de leurs managers. Dans un même temps, Ella Zoraya disparait de la scène. Cette coincidence confirma les doutes des professionnels des spectacles et du grand public.  Le couple ont une fille nommée Dona, qui est devenue plus tard une artiste de fil. En 1863, Omar fait ses débuts à San Francisco avec le cirque de John Wilson. Puis, la famille partirent avec le cirque de Wilson en Australie. Bien que son sexe véritable fut révélé, il continua ses représentations sous l'apparence d'une femme. Le couple revient aux Etats-Unis puis divorça en 1869.
Omar Kingsley retourne en Inde et meurt de la variole le 3 avril 1879 à Bombay.